# 187 – Kód pro vraždu
187 – Kód pro vraždu (v anglickém originále One Eight Seven) je americký dramatický film z roku 1997. Režisérem filmu je Kevin Reynolds. Hlavní role ve filmu ztvárnili Samuel L. Jackson, John Heard, Kelly Rowan, Clifton Collins, Jr. a Tony Plana.

## Obsazení
| Samuel L. Jackson    | Trevor Garfield |
| Dolph Lundgren       | Dave Childress  |
| Kelly Rowan          | Ellen Henry     |
| Clifton Collins, Jr. | César Sánchez   |
| Tony Plana           | Garcia          |
| Karina Arroyave      | Rita Martínez   |
| Jack Kehler          | Larry Hyland    |
| Method Man           | Dennis Broadway |